# Peleo, Nilo, Elia, Patermuzio e compagni
Peleo, Nilo, Elia, Patermuzio e compagni  furono un gruppo di martiri egiziani, che subirono il martirio in Palestina tra il 310 e il 311.

## Agiografia
Testimone della morte di questi santi fu Eusebio di Cesarea, che consacrò loro una delle sue opere, I Martiri della Palestina. Anche Giovanni Crisostomo scrisse un'omelia, Encomio dei martiri d'Egitto.
Durante le persecuzioni sotto Diocleziano, molti cristiani egiziani e palestinesi furono condannati ai lavori forzati nelle miniere di Feno (Phounon), identificabile con Khirbet-Fenan nel Wadi Araba in Giordania. Tra questi c'erano anche numerosi vescovi, tra cui il più noto è Silvano di Gaza, sacerdoti e altri ecclesiastici.
Verso il 310 o il 311, un nutrito gruppo di questi deportati fu messo al rogo. Tra questi si ricordano due vescovi egiziani, Peleo e Nilo, un sacerdote, Elia, e il laico Patermuzio.

## Culto
Il martirologio geronimiano, il più antico catalogo di martiri cristiani (V secolo), commemora il 19 settembre i santi Peleo, Nilo, Elia e Patermuzio e altri 150 martiri. Il ricordo di questi santi è ripreso anche negli antichi sinassari bizantini, in particolare quello noto come Sinassario di Costantinopoli, redatto a metà del X secolo.
Le Chiese ortodosse celebrano questi santi martiri il 17 settembre. Il martirologio romano li ricorda il 19 settembre con queste parole:
(Martirologio Romano. Riformato a norma dei decreti del Concilio ecumenico Vaticano II e promulgato da papa Giovanni Paolo II, Città del Vaticano, 2004, p. 736)